# Quercus laurifolia
Quercus laurifolia es una especie de roble del género Quercus dentro de la familia Fagaceae. Está clasificada en la Sección Lobatae; del roble rojo de América del Norte, Centroamérica y el norte de América del Sur que tienen los estilos largos, las bellotas maduran en 18 meses y tienen un sabor muy amargo. Las hojas suelen tener lóbulos con las puntas afiladas, con cerdas o con púas en el lóbulo.

## Distribución y hábitat
Es originaria del sudeste de los Estados Unidos, desde la costa de Virginia con el centro de Florida y del oeste a sureste de Texas.

## Descripción
Quercus laurifolia es un árbol que alcanza un tamaño de 20-25 m (raramente llega a 40 m de altura), con una gran corona circular. Las hojas son anchas lanceoladas, de 3-12 cm de largo y 1.5 a 4.5 cm de ancho, y sin lóbulos (muy raramente con tres lóbulos) con un margen entero y una punta de cerdas; que suelen caer justo cuando las nuevas hojas comienzan a emerger en la primavera. Las bellotas, soportadas en una copa poco profunda, son semiesféricas, de 9-12 mm de largo, verdes, madurando a marrón negruzco alrededor de 18 meses después de la polinización. A pesar de su amargor , son comidas por venados, ardillas y pájaros. 
Las plántulas muestran embrión en dormancia y germinan en la primavera siguiente después de la maduración ya caídas; con una germinación por hipogeo.
Quercus laurifolia crece rápidamente y por lo general llega a unos 50 años que ha llevado a su amplia utilización como planta ornamental. Es sede de los insectos que se alimentan de los robles, pero no tiene los problemas de insectos graves. Varias especies de gorgojos Curculio infestan las bellotas.
El botánico C.J.Burke (1961, 1963) sugirió que es de origen híbrido, derivado de Quercus phellos y Quercus nigra; que no se encuentra más allá de la distribución de las dos supuestas especies parentales. Esta conclusión se basa en un índice de forma de la hoja de plántulas crecidas a partir de bellotas. Sin embargo, esta teoría no ha logrado un amplio apoyo, con autores actuales que aceptan Quercus laurifolia como una especie distinta (por ejemplo, en la flora de América del Norte).
Híbridos conocidos con Quercus laurifolia como uno de los padres están con Q. falcata (Q × beaumontiana Sarg.), Q. incana (Q. × atlantica Ashe), y Q. marilandica (Q. × diversiloba Tharp ex A. Camus).

## Suelos y clima
Quercus laurifolia se encuentra sobre todo en aluviales planicies de inundación , desde el nivel del mar hasta los 150 m de altitud. Tolera los sitios más húmedos, en asociación con otras especies de roble, pero no vivirá con continua o prolongada inundación. Se encuentra con mayor frecuencia cada vez mayor en el suelo de arena cerca de los ríos y en las orillas de los pantanos si no se inunda con demasiada frecuencia. Quercus laurifolia crece en Florida central y en las colinas de arena adyacentes a los pantanos en el oeste de Florida. 
Necesita entre un año 1250-1500 mm de lluvia. Desde 500-1000 mm (20-39 pulgadas) de este se recibe durante la temporada de crecimiento, de abril a septiembre.

## Usos
Se cultiva y se comercializa principalmente como madera para pulpa. Es comúnmente usado como un árbol ornamental en jardinería debido a su rápido crecimiento y apariencia agradable; se planta con poca consideración al tipo de suelo. Las bellotas sirven de alimento a los mapaches, venado de cola blanca, pavos salvajes, ardillas, patos, codornices y pequeñas aves y roedores. 

## Taxonomía
Quercus laurifolia fue descrita por André Michaux y publicado en Histoire des Chênes de l'Amérique no. 10, pl. 17. 1801.
Etimología
Quercus: nombre genérico del latín que designaba igualmente al roble y a la encina.
laurifolia: epíteto latíno que significa "como hojas de laurel". 
Sinonimia
- Quercus aquatica var. laurifolia (Michx.) A.DC.
- Quercus obtusa (Willd.) Ashe
- Quercus obtusa Sarg.
- Quercus obtusa (Willd.) Pursh
- Quercus obtusa var. obovatifolia (Sarg.) Ashe
- Quercus phellos var. laurifolia (Michx.) Chapm.
- Quercus rhombica Sarg.
- Quercus rhombica var. obovatifolia Sarg.
- Quercus uliginosa var. laurifolia (Michx.) Zabel[2][3]